# Brooklyn Tower
Brooklyn Tower (původně známý jako 9 DeKalb Avenue, 340 Flatbush Avenue) je superštíhlý mrakodrap ve čtvrti Brooklyn v New Yorku vysoký 327 m. Stavba je jedním z nejvyšších mrakodrapů v New Yorku a zároveň nejvyšší budovou v Brooklynu. Nachází se ve čtvrti Downtown Brooklyn (DoBro) na náměstí Albee Square a zahrnuje byty, obchodní a kancelářské prostory. Součástí stavby bude i stávající budova Dime Savings Bank Building, dokončená v roce 1908. Navrhla ji kancelář SHoP Architects, která navrhla například ještě vyšší Steinway Tower.
Výstavba budovy byla zahájena na začátku března 2017 a do července 2021 dosáhla výšky 219,7 m, čímž převýšila City Point III (219,5 m, známý také jako Brooklyn Point) na pozici nejvyšší budovy v Brooklynu. Výšky 327 metrů bylo dosaženo 28. října 2021 (původní návrh 325 m). Na podzim 2022 byl dokončen exteriér mrakodrapu a téměř dokončen interiér.

## Věž
Brooklyn Tower zabírá většinu parcely trojúhelníkového tvaru ohraničeného na jihu ulicí 9 DeKalb Avenue, na severozápadě ulicí Fleet Street a na severovýchodě ulicí 340 Flatbush Avenue Extension. V jihozápadním rohu se nachází náměstí Albee Square. Pozemek má rozlohu 4 307,6 m², včetně budovy banky.
Věž má šestiúhelníkový tvar, který vychází z vnějších stěn rotundy v přízemí banky. Na každé ze šesti stran má Brooklynská věž mírné ustoupení (odstupňovaná podlaží), které je zakončeno korunou střechy. Fasáda mrakodrapu je obložena kamenem, bronzem a nerezovými materiály. Sokl je z kamene, aby ladil s budovou banky. Fasáda je navržena tak, že při pohledu na obytnou věž z určitého úhlu se dvě sousední strany jeví jako jedna rovina. Jedná se o odkaz na starší mrakodrapy ve stylu art deco, jako jsou Chrysler Building a Rockefeller Center.
Ve věži se nachází 150 kondominií začínajících v 53. patře, 425 nájemních bytů o celkové ploše 43 000 m² a 9 300 m² obchodních prostor na rohu ulic Fleet Street a Flatbush Avenue Extension. kromě toho je zde 11 150 m² vnitřních a venkovních rekreačních zařízení. V 66. patře se nachází „Sky park“ s lodžií pod širým nebem, jehož součástí je basketbalové hřiště. V 85. patře se nachází „Sky Lounge“ s několika salonky, bary a venkovním krbem s panoramatickým výhledem na New York.

## Budova Dime Savings Bank
Budova banky, která je integrovaná do věže v její spodní části, byla postavena v letech 1906–1908 podle návrhů Mowbraye a Uffingera a v letech 1931–1932 rozšířena firmou Halsey, McCormack & Helmer. Budova má tvar šestiúhelníku se zkosenými rohy. V roce 2014 byla banka prodána a k budově Dime Savings Bank byla postavena Brooklynská věž. V mrakodrapu se Dime Savings Bank přestavuje na obchodní jednotku. Budova banky byla 19. července 1994 kvůli své fasádě a interiéru prohlášena za památku města New York.